# Zeus de la Paz
Zeus Chandi de la Paz (ur. 11 marca 1995 w Nijmegen) – piłkarz z Curaçao holenderskiego pochodzenia grający na pozycji bramkarza. W sezonie 2021 występuje w klubie Oakland Roots.

## Kariera reprezentacyjna
Zeus de la Paz grał w reprezentacji Curaçao U-20. Wystąpił dla niej 8 razy, nie strzelając żadnego gola.
| Nr. | Przeciwko  | Ranga                                | Data             | Ilość wpuszczonych goli | Wynik (ziel. wygrane, żół. remisy) |
| --- | ---------- | ------------------------------------ | ---------------- | ----------------------- | ---------------------------------- |
| 1   | Montserrat | Eliminacje do Mistrzostw Świata 2018 | 28 marca 2015    | 1                       | 2:1                                |
| 2   | Montserrat | Eliminacje do Mistrzostw Świata 2018 | 01 kwietnia 2015 | 2                       | 2:2                                |

## Sukcesy
Sukcesy w karierze klubowej:
- Eredivisie U-19 – 1x, z PSV U-19, sezon 2012/2013
- Puchar Holandii U-19 – 1x, z PSV U-19, sezon 2012/2013

Sukcesy w karierze reprezentacyjnej:
- King’s Cup – 1x, z reprezentacją Curaçao, 2019 rok